# J·P·哈定
约翰·菲利普·哈定（英語：John Philip Harding，常称为J·P·哈定，1911年11月12日—1998年7月14日）是一位英国动物学家，伦敦自然史博物馆动物学保管员，西菲爾德學院教授，1937年与昆虫学家西德妮·曼顿结婚。